# Juan Alfonso Gil Albors
Juan Alfonso Gil Albors (Alcoy, 6 de marzo de 1927-Valencia, 14 de febrero de 2020) fue un dramaturgo, gestor cultural y periodista español.

## Biografía
Nacido en Alcoy, se trasladó de adolescente con su familia a vivir en Valencia, donde mantuvo su residencia. Inició sus primeros pasos en el periodismo siendo muy joven. Comenzó en la radio La Voz de Levante y llegó a ser director regional de Radiocadena Española y Radio Color.
En los años 1950 entró en contacto con el mundo teatral valenciano, primero en el ámbito del Teatro Español Universitario —única iniciativa de ámbito público de la época—. Comenzó así una trayectoria como autor donde se destaca su renovación del teatro valenciano, «rescatado del localismo», para darle un aire más universal. Se le considera un «autor de transición» y fundamental de los años 1960 y 1970. Con cuarenta y cinco obras publicadas en castellano y valenciano, se señalan como relevantes El tótem en la arena (1960), La barca de Caronte (1962), Barracó 62 (1963), una obra que críticos como Ferrán Carbó y otros consideran como la más interesante de la posguerra, ¡Grita, Galileo! (1965), El cubil (1968), Borja, duque de Gandía (1972) o El petroleo (1976). Su última obra, El ocaso de los brujos, se estrenó en el Teatro Talia de Valencia en 2006. El conjunto de su obra fue editado en 2007 por la Institución Alfonso el Magnánimo. En su faceta de gestor cultural dirigió el Teatro Nacional de la Princesa de Valencia (1973-1976) y fue director artístico de los Teatros de la Generalidad Valenciana (1996-1999).
Como autor recibió distintos reconocimientos entre los que se encuentran el Premio Ciudad de Valencia de Teatro y el Premio de las Letras Valencianas en 2008. También fue miembro de la Academia Valenciana de la Lengua, cargo que ocupó desde 2001 hasta 2015 cuando renunció a causa de su edad, y de la Academia de las Artes Escénicas de España.